# باریس نیکلایویچ زاخودر
باریس نیکلایویچ زاخودر (به روسی: Борис Николаевич заходер) تاریخ‌دان، دانشمند، ایران‌شناس و شرق‌شناس و قرون وسطی‌شناس برجسته اهل روسیه است.

## تولد و کودکی
در ۱۸ آگوست ۱۸۹۸ در شهر باروک کاستامورسکی نزدیکی نیژنی نوگوراد متولد شد. پدرش، پزشک محلی «نیکلای باریسویچ زاخودر» و مادرش معلم و بعد دندانپزشک «ماریا کنستانتینوونا» بودند. والدنیش در کودکی او از هم جدا شدند.

## تحصیلات و فعالیت‌ها
در سال ۱۹۱۷ مدرسه را در مسکو به اتمام رساند. بین سال‌های ۱۹۱۸ تا ۱۹۲۳ به عنوان منشی مدیریت دولتی فرهنگستان تئاتر شوروی شروع به کار کرد و هم چنین در کنار کار، دانشجوی تاریخ دردانشگاه دولتی مسکو بود. از سال ۱۹۲۳ تا ۱۹۲۸ مدیریت کمیتهٔ حفاظت از کلکسیون موزه‌های ملی کمیساریای عالی را بر عهده داشت.
از سال ۱۹۲۳ وارد دانشگاه شد و از سال ۱۹۲۷ تا پایان سال ۱۹۳۰ دانشجوی دکترا در گروه تاریخ ایران دانشکدهٔ خاورمیانه، انستیتوی شرق‌شناسی مسکو تحصیل می‌کند. او از سال ۱۹۳۰ به عنوان استاد و از سال ۱۹۳۱ رئیس گروه زبان فارسی و دانشیار مشغول به فعالیت بود. در ۵ مارس ۱۹۳۴ به سه سال تبعید به سیبری محکوم می‌شود، اما به کازان تبعیدش می‌کنند و پس از بازبینی پرونده در سال ۱۹۳۴ آزاد می‌شود. در سال «۱۹۳۴–۱۹۳۹» فلسفه، ادبیات و تاریخ تدریس می‌کند.
در سال ۱۹۳۸ کاندیدای آکادمی علوم و پایان نامهٔ دکترایش با موضوع نظام الملک، دست نوشته‌هایی تاریخی دولت سلجوقی در قرن یازدهم بوده‌است که در سال ۱۹۴۱ دفاع می‌کند.
او از سال ۱۹۴۲ در انستیتوی علمی یاراسلاوسکی شروع به تدریس می‌کند و هم چنین به عنوان همکار ارشد علمی در آکادمی تاریخ روسیه در مسکو «(۱۹۳۴–۱۹۳۷)»، در موزهٔ فرهنگ‌های شرقی «۱۹۳۵–۱۹۳۹»، انستیتوی شرق‌شناسی آکادمی علوم شوروی «۱۹۵۰–۱۹۶۰»، استاد شرق‌شناسی انستیتوی مسکو «۱۹۳۴–۱۹۳۷» و در دانشگاه دولتی مسکو «۱۹۳۹–۱۹۶۰» کار می‌کرد.
از سال ۱۹۴۴ به عنوان مدیر گروه دانشکدهٔ تاریخ دانشگاه دولتی مسکو و همکار ارشد علمی مؤسسهٔ شرق‌شناسی آکادمی علوم شوروی، رئیس بخش ایران «۱۹۵۰–۱۹۵۳» و «۱۹۵۴–۱۹۶۰-» و کارشناس تاریخ و اقتصاد کشورهای خاورمیانه و آسیای میانه بود.
در سال ۱۹۴۹ در زمان درگیری‌های مبارزه با روشنفکران طرفدار غرب جنگ با کاسماپالاتیزیم دستگیر شد و زیر آزار و اذیت وشکنجه قرار گرفت.
از سال ۱۹۵۰ در چند کنفرانس بین‌المللی شرکت کرد، در آوریل سال ۱۹۵۴ در کنگره‌ای مرتبط با بزرگداشت ابن سینا و در مای ۱۹۵۶ در هفتصدمین سال از روز مرگ طوسی که در ایران برگزار می‌شد، شرکت کرد. در سپتامبر-اکتبر سال ۱۹۵۶ سخنرانی در آکادمی علوم لهستان داشت و در ژوئن ۱۹۵۹ در دانشگاه کراکو در لهستان شرکت کرد.

## آثار
او ترجمهٔ سیاست نامه نظام الملک را در سال ۱۹۴۹ انجام داد و در سال ۱۹۴۷ رساله‌های خوشنویسان و هنرمندان قاضی احمد را ترجمه کرد. او نیز تعداد زیادی آثار دیگر در مورد جغرافیای ادبی عربی و فارسی کار کرده‌است و برای اولین بار، تاریخ خاورمیانه و آسیای میانه را در سال ۱۹۴۳ نوشت.
از دیگر آثار او می‌توان از امپراتوری تیمورآسیای میانه، اولین اطلاعات در مورد مسلمانان روسیه و خراسان و شکل گیری حکومت سلجوقی نام برد.

## تک نگاری‌ها
- تاریخ شرق در قرون وسطی: خلیفت و خاورمیانه دانشگاه دولتی مسکو. ۱۹۴۴
- تاریخ ارتباطات شرقی - خزری در روسیهٔ باستان. آکادمی علوم شوروی ۱۹۵۵
- ایران معاصر: اطلاعات. انتشارات آکادمی علوم روسیه ۱۹۵۷
- مجموعه اطلاعات خزر در مورد اروپای شرقی. جلد یک: گرگان و سواحلش قرن نهم و دهم- جلد دوم: بلغارها، مادیارها، ملل شمال، پچینگ‌ها، روس‌ها، اسلاوها، انتشارات علوم و ادبیات شرقی ۱۹۶۷

## دانشجوی مشهور او
بیلیس ولف مندلویچ (به روسی: Бейлис, Вольф Менделевич)) عرب‌شناس اوکراینی، منبع شناس، و پروفسور در سال ۱۹۷۶ است.

## درگذشت
او در ژانویهٔ ۱۹۶۰ در مسکو به خاک سپرده شد.